# 五百井女王
五百井女王（いおい じょおう、生年不詳 - 弘仁8年10月10日（817年11月22日）は、平安時代前期の皇族、女官。摂津大夫・市原王の子。母は能登内親王。兄弟に春原五百枝（五百枝王）。従二位・尚侍。

## 経歴
母が光仁天皇の皇女であったことから、天応元年（781年）8月、二世王の待遇として同母兄弟の五百枝王とともに無位から従四位下に叙される。延暦3年（784年）11月28日には従四位上に昇叙。兄弟の五百枝王は延暦4年（785年）の藤原種継の暗殺事件に連座して伊予国に配流されたが、五百井女王はそのまま宮廷にあったようで、延暦13年（794年)7月9日、新京（平安京）に家屋新造のため国稲を賜る。延暦15年（796年）7月に正四位下に昇叙。延暦19年（800年）1月、桓武天皇が五百井女王の庄に行幸。大同元年（806年）、尚縫。大同3年（808年）11月19日従三位。弘仁4年（813年）1月8日正三位。弘仁6年（815年）7月15日従二位に昇る。弘仁8年（817年）、薨去の際の官位は尚侍従二位。